# SachsenEnergie
Die SachsenEnergie AG ist ein Versorgungs- und Dienstleistungsunternehmen in Sachsen mit Hauptsitz in Dresden. Das Unternehmen entstand Anfang 2021 aus der Fusion des Dresdner Energieversorgers Drewag mit der außerhalb Dresdens tätigen ENSO. Das Unternehmen beschäftigt inklusive der Tochtergesellschaften SachsenNetze, SachsenGigaBit, SachsenServices und SachsenEnergieBau über 3800 Mitarbeiter.

## Unternehmensstruktur

### Gremien

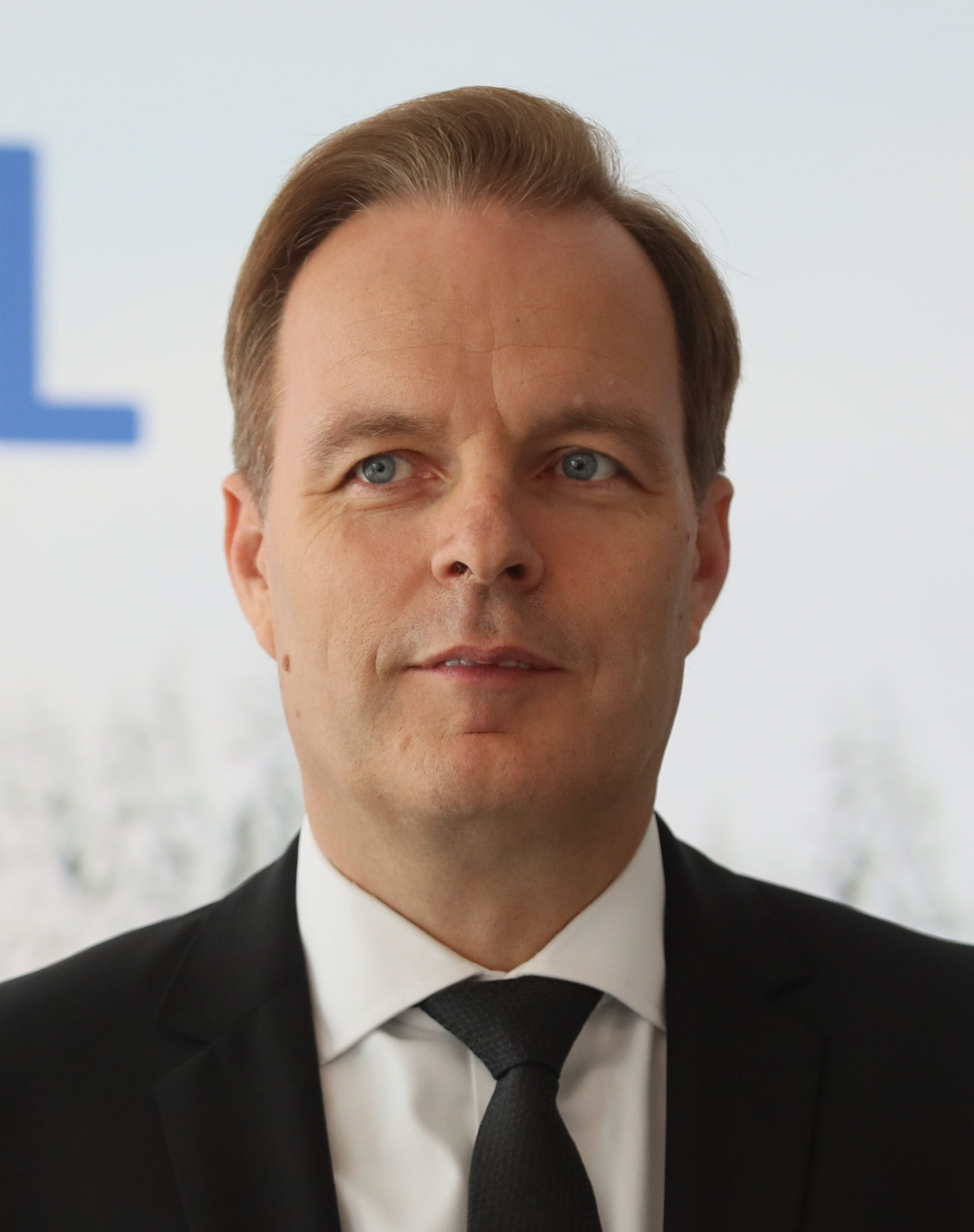
Vorstandsvorsitzender Frank Brinkmann (2018)

Vorsitzender des dreiköpfigen Vorstands ist Frank Brinkmann, der zuvor bereits bei ENSO und Drewag diese Position innehatte und zugleich Geschäftsführer der Technischen Werke Dresden sowie des Energieverbunds Dresden ist. Vorsitzender des aus 20 Personen bestehenden Aufsichtsrats ist der Dresdner Oberbürgermeister Dirk Hilbert.

### Anteilseigner
Das Unternehmen befindet sich in kommunaler Hand. 82,39 Prozent der SachsenEnergie werden von der EnergieVerbund Dresden GmbH gehalten, an welcher die Landeshauptstadt über ihre Holding Technische Werke Dresden GmbH (TWD) zu 100 Prozent beteiligt ist. Über die 16,47 Prozent der Anteile der KBO Kommunale Beteiligungsgesellschaft mbH sind Städte und Gemeinden im Versorgungsgebiet an der SachsenEnergie beteiligt. Die übrigen 1,14 Prozent werden von kommunalen Einzelaktionären gehalten.

### Beteiligungen
Die SachsenEnergie hat die Tochtergesellschaften der ENSO übernommen. Weiterhin ist die Eingliederung der Drewag noch nicht vollständig abgeschlossen. Rechtlich ist die DREWAG – Stadtwerke Dresden GmbH eine Tochter der SachsenEnergie, eine vollständige Eingliederung wird einige Zeit nach dem Rückkauf der Thüga-Anteile an der Drewag erfolgen. Stand 31. Mai 2024 gehört die DREWAG – Stadtwerke Dresden GmbH zu 100 % der SachsenEnergie AG.
Gleichzeitig sind auch einige der Tochtergesellschaften umfirmiert, sodass sich folgende Beteiligungen ergeben:
- SachsenNetze GmbH, 100 %
- SachsenNetze HS.HD GmbH, 100 %
- SachsenServices GmbH, 100 %
- SachsenEnergieBau GmbH, 100 %
- SachsenGigaBit GmbH, 100 %
- SachsenIndustriewasser GmbH 100 %
- DREWAG – Stadtwerke Dresden GmbH, 100 %, vorerst als Tochterunternehmen, potentiell wird das Unternehmen eingegliedert
- Energieanlagen Frank Bündig GmbH, 100 %
- Projektgesellschaft Anbau CITY CENTER Dresden Verwaltungs GmbH, 50 %
- Projektgesellschaft Anbau CITY CENTER Dresden GmbH & Co. KG, 50 %
- systematics NETWORK SERVICES GmbH, 100 %
- Biomethan Zittau GmbH, 50 %
- Windpark Streumen GmbH, 50 %
- Wärmeversorgung Weigsdorf-Köblitz GmbH, 40 %
- Technische Dienste Altenberg GmbH, 49 %
- Info-Kabel GmbH, 25 %
- MGT - Moderne Gebäudetechnik Sachsen GmbH, 100 %[9]

## Unternehmenssitz

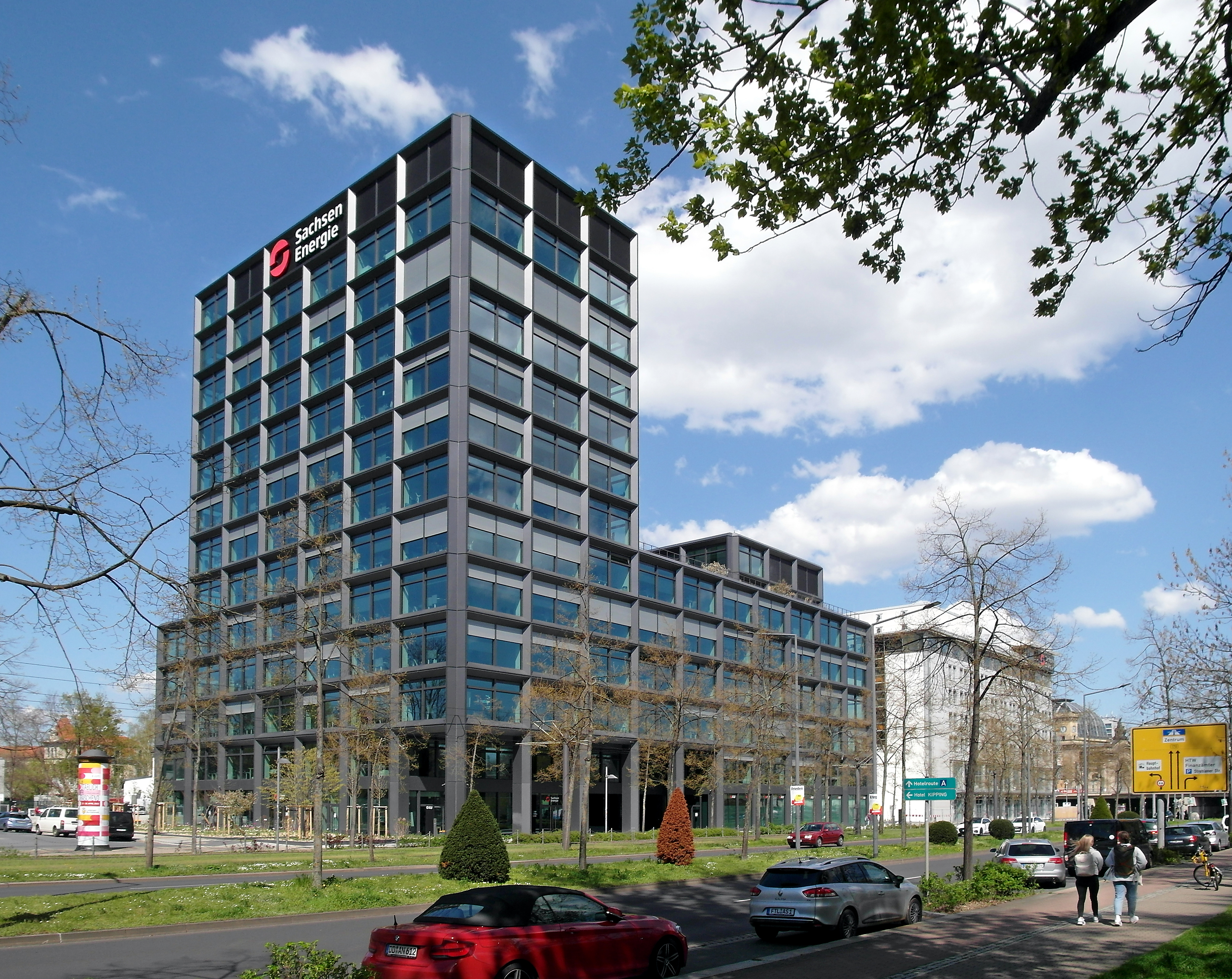
Standort Friedrich-List-Platz 2

Der Hauptsitz des Unternehmens befindet sich am Friedrich-List-Platz 2 in der Südvorstadt neben dem Hauptbahnhof in Dresden. Dieser Standort war bereits seit 1923 Geschäftssitz von Energieversorgern, zunächst der Aktiengesellschaft Sächsische Werke, später des Energiebezirks Ost bzw. des Energiekombinats Dresden sowie nach 1990 der ESAG und schließlich der ENSO. Der Bürobau City-Center an der Ecke Friedrich-List-Platz und Bayrische Straße wurde bis 1996 errichtet.
Am 7. Juli 2022 wurde ein benachbarter Erweiterungsbau bezogen (Gebäudeteile E–F). Das Gebäude ist rund 51 Meter hoch und bietet auf 18.000 Quadratmetern Bürofläche Platz für 900 Mitarbeiter. Der Neubau kostete etwa 74 Millionen Euro. Das benachbarte City-Center (Gebäudeteile A–D) wird nun geräumt und soll bis 2024 saniert werden. Anschließend soll es als SachsenEnergie Center jenen Mitarbeitern Platz bieten, welche derzeit noch im World Trade Center untergebracht sind.
Die Sanierung der Gebäudeteile A–D wurde 2024 beendet und mit dem Erweiterungsbau per Glasbrücke verbunden. Im Erdgeschoss befindet sich nun ein Kundenzentrum der SachsenEnergie sowie ein Supermarkt und weitere Geschäfte.